# Farsley Celtic FC
Farsley Celtic FC is een Engelse voetbalclub uit Farsley, een wijk uit de stad Leeds. De club werd opgericht in 1908 en ging failliet in 2010. In datzelfde jaar werd de club onder de naam Farsley AFC nieuw leven ingeblazen. In 2015 kreeg de club toestemming van de FA om de naam van de oude club weer in gebruik te nemen. Farsley Celtic komt sinds 2025 uit in de Northern Counties East Football League Premier Division, nadat het na afloop van het seizoen verplicht drie niveaus degradeerde vanwege finanaciele problemen. 

## Geschiedenis
In de jaren 50 sloot de club zich aan bij de Yorkshire League waar ze 20 jaar speelden. Twee keer werd de titel behaald (1960 en 1969). In 1974 haalde de club de eerste ronde van de FA Cup en werd uitgeloot tegen Tranmere Rovers en verloor daar voor 11.000 toeschouwers. In 1982 fusioneerde de Yorkshire League met de Midland League en werd zo Northern Counties East League. Celtic startte in de First Division (2de klasse) en promoveerde in 1985 naar de Premier Division. Na een 2de plaats in 1987 werd de club gevraagd voor de nieuw opgerichte First Division van de Northern Premier League. Daar speelde de club tot 2006 toen promotie werd afgedwongen naar de Conference North. Er volgde een tweede promotie op rij in 2007 via de play-offs, maar in haar eerste seizoen in de Conference National werd de club 22e en degradeerde meteen. Wel haalden ze dat seizoen opnieuw de eerste ronde van de FA Cup. Hierin was Milton Keynes Dons (uit Football League Two) de tegenstander en Farsley speelde knap gelijk, maar verloor met 2-0 in de replay.  In 2009 werd bekend dat de club voor meer dan 700.000 pond aan achterstallige belastingen had uitstaan. De club kon uiteindelijk niet gered worden en ging failliet.
De club werd heropgericht als Farsley AFC en sloot aan bij de Premier Division van de Northern Counties East League (niveau 9) voor het seizoen 2010/11. In 2015 kreeg de club toestemming van de FA om de naam van de oude club weer in gebruik te nemen. Na enkele promoties werd de ploeg in het seizoen 2018/19 kampioen van de Northern Premier League Premier Division en dwong het promotie af naar de National League North. In 2019 werd de club overgenomen door Paul Barthorpe. Hij veranderde de club hun tenue van blauw naar groen en wit, introduceerde een nieuw logo en hernoemde het stadion.
Tijdens het seizoen 2024/25 speelde Farsley Celtic noodgedwongen een aantal thuiswedstrijden in andere stadions, waaronder het Horsfall Stadium in Bradford (Park Avenue) en de Silverlands in Buxton, vanwege problemen met de installatie van kunstgras in het stadion. Dit betekende dat de club haar thuiswedstrijden wekelijks ruim 100 kilometer verderop speelde. Aan het einde van het seizoen degradeerde de ploeg als hekkensluiter uit de National League North. Voorzitter Barthorpe nam in februari 2025 ontslag na een door supporters geleide social media-campagne tegen hem, wat had geresulteerd in doodsbedreigingen en schade aan zijn persoonlijke eigendommen.
Wegens de financiele problemen bij de club volgde een straf vanuit de Engelse voetbalbond. De ploeg moest verplicht drie niveaus afdalen en startte het seizoen 2025/26 op niveau 9.